# Cyrille II d'Alexandrie (patriarche orthodoxe)
Cyrille II d'Alexandrie (patriarche orthodoxe) (XIIe siècle), est patriarche melkite d'Alexandrie vers  1110/1117.

## Contexte
Cyrille II à la réputation d'avoir été un médecin et un grammairien. Il occupe le siège patriarcal à une époque indéterminée au début du XIIe siècle et serait le successeur d'un certain Théodose II et le  prédécesseur de Sabbas. Venance Grumel estime quant à lui que, s'il est bien le prédécesseur de Sabbas; il succède à Euloge II.